# Đấng tạo hóa
Đấng tạo hóa (Đấng sáng tạo) là vị thần, chúa tể, đấng tối cao, hoặc thế lực siêu nhiên chịu trách nhiệm sáng tạo ra Trái Đất, thế giới và vũ trụ. Đây là quan điểm có trong một số tôn giáo hoặc chủ nghĩa hữu thần. Đối với các tôn giáo đơn thần, chỉ có một và chỉ một thần linh cao nhất, quyền lực nhất, và đó là đấng tạo hóa, còn gọi là Thiên Chúa hoặc Thượng đế. Đối với tôn giáo đa thần, đấng tạo hóa có thể là một vị thần trong số các vị thần linh và thường sẽ có tên gọi cụ thể, nhưng không nhất thiết phải có vị trí cao hơn.